# Tirà menut de capell
El tirà menut de capell (Myiornis atricapillus) és un ocell de la família dels tirànids (Tyrannidae).

## Hàbitat i distribució
Habita boscos i clars de les terres baixes, al vessant del Carib de Costa Rica i Panamà, fins a la vessant del Pacífic de l'oest de Colòmbia i oest de l'Equador.